# 457. pehotni polk (Wehrmacht)
457. pehotni polk (izvirno nemško Infanterie-Regiment 457) je bil eden izmed pehotnih polkov v sestavi redne nemške kopenske vojske med drugo svetovno vojno.

## Zgodovina
Polk je bil ustanovljen 26. avgusta 1939 kot polk 4. vala v WK III z reorganizacijo nadomestnih bataljonov I. in II. 150. in 29. pehotnega polka; polk je bil dodeljen 257. pehotni divizij.
5. novembra 1940 sta bila štab in III. bataljon dodeljena 416. pehotnemu polku; obe enoti so nadomestili. 15. oktobra 1942 je bil polk preimenovan v 457. grenadirski polk. 